# پادشاه کوتوله و چهل دردسر بزرگ
پادشاه کوتوله و چهل دردسر بزرگ کتابی از مهدی میرکیایی است که در سال ۱۳۸۰ منتشر و در مراسم کتاب سال جمهوری اسلامی ایران به‌عنوان کتاب برگزیده معرفی شد.